# Villa Andreae (Kronberg im Taunus)

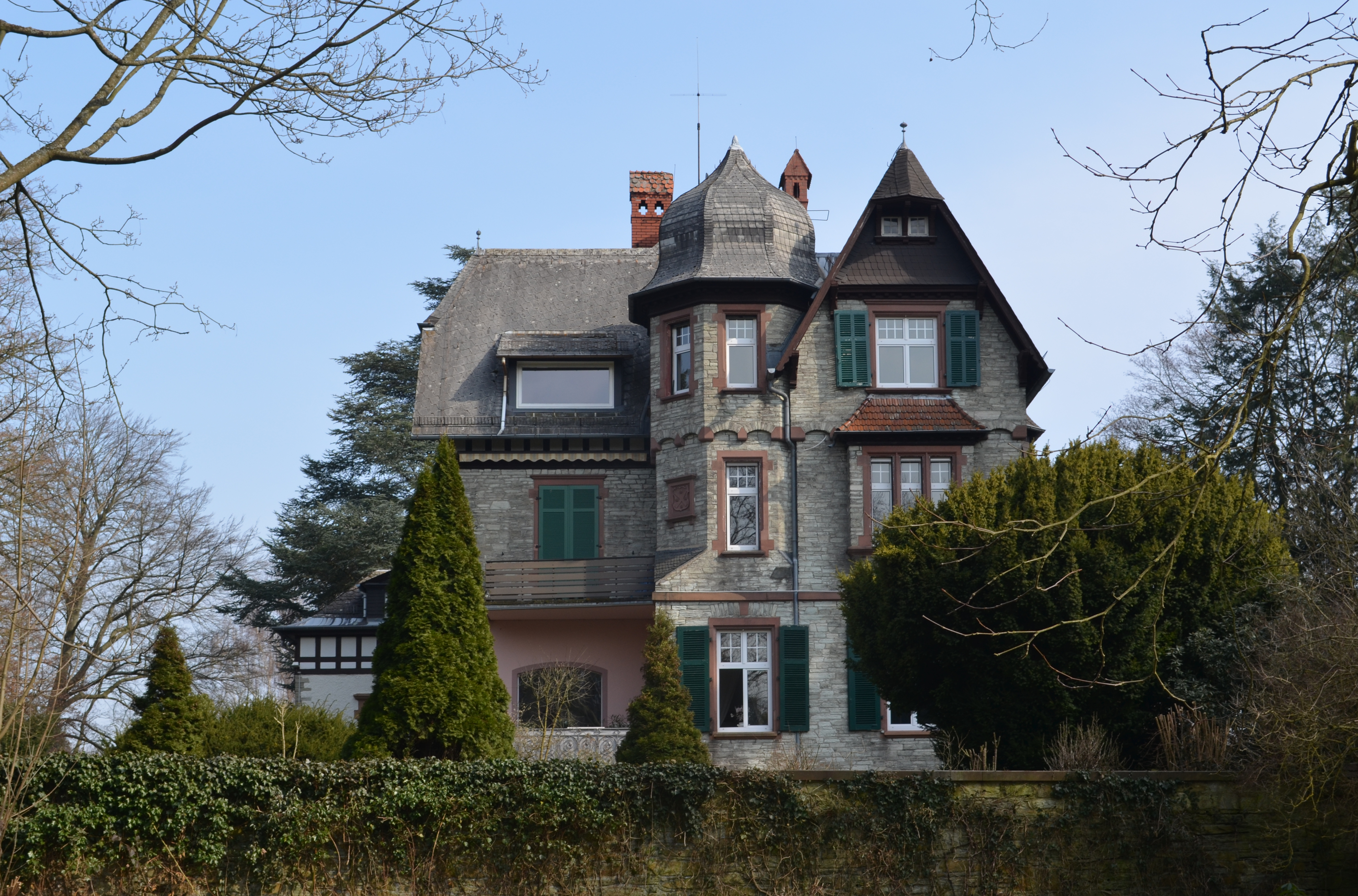
Villa Andreae

Die Villa Andreae ist eine denkmalgeschützte Villa in Kronberg im Taunus. Sie ist nicht zu verwechseln mit der Villa Andreae im benachbarten Königstein im Taunus.
Die Villa mit Adresse Goethestraße 39 am Victoriapark wurde um 1900 im Auftrag der Familie Andreae im Stil des Jugendstil erbaut. Bei der Anlage des Parks wurden an dessen Rande eine Reihe von stadtbildprägenden Villen erbaut. Hierzu zählen an der Ostseite die benachbarten Villen Goethestraße 37, Goethestraße 39 und Goethestraße 43 (Villa Hochstrasser), die alle unter Denkmalschutz stehen.
Es handelt sich um einen stattlichen zweigeschossigen Fachwerkbau mit sehr abwechslungsreicher Fassadengliederung. Hierzu zählen ein Eckturm, Erker, Veranda und loggienartige Anbauten. Der Raum zwischen Goethestraße und Villa wurde zwischenzeitlich durch Bebauung geschlossen, die Randlage am Park zeichnet das Haus aber auch heute noch aus.

## Weblink
- Goethestraße 39, Villa Andreae, auf denkxweb.denkmalpflege-hessen.de